# The Complete Demos 1980–1986
The Complete Demos 1980–1986 är ett samlingsalbum av det amerikanska punkrockbandet Adolescents, släppt den 22 mars 2005. Albumet innehåller bandets första tre demoinspelningar, inspelad mellan mars och juli 1980, samt en outtake från Welcome to Reality EP:n. Albumet innehåller dessutom två låtar inspelade som demos under deras återförening 1986, som skulle egentligen först ha varit med på albumet Brats in Battalions från 1987. Uppsättningen på de första åtta låtarna från albumet är original uppsättningen, som innehöll bland annat gitarristen John O'Donovan och trummisen Greg Williams (som använde artistnamnet Peter Pan). Uppsättningen på resten av låtarna är den klassiska uppsättningen som spelade på gruppens mest kändaste album, Adolescents, också känt som The Blue Album. Den uppsättningen innehöll bland annat ersättningarna för O'Donovans och Williams, gitarristen Rikk Agnew och trummisen Casey Royer.
AllMusic-kritikern Richie Unterberger gav The Complete Demos 1980–1986 3 av 5 i betyg. Han tyckte att bandet spelade med väldigt hög energi på albumet, men han tyckte även att ljudkvaliteten inte var bra alls för det mesta, speciellt inte sången. Samtidigt skrev Unterberger att detta inte var något som spelade särskilt stor roll när det kom till punkrock.

## Låtlista
1. "We Can't Change the World" (Steve Soto) - 1:11
2. "Black Sheep" (Tony Reflex, Rikk Agnew, Frank Agnew) - 2:01
3. "Growing Up Today" (Soto, F. Agnew) - 2:28
4. "We Rule and You Don't" (Soto, Reflex) - 1:39
5. "I Hate Children" (Soto, Reflex) - 1:39
6. "No Friends" (Soto, Reflex) - 2:19
7. "Who Is Who" (Soto, Reflex, F. Agnew) - 1:28
8. "Wrecking Crew" (Soto, Reflex) - 1:56
9. "Wrecking Crew" (Soto, Reflex) - 1:54
10. "Creatures" (R. Agnew) - 1:45
11. "Amoeba" (R. Agnew, Casey Royer) - 2:40
12. "Self Destruct" (Soto, Reflex) - 0:41
13. "Do the Eddie" (Reflex, F. Agnew) - 0:46
14. "Richard Hung Himself" (Reflex, F. Agnew, Royer) - 2:11
15. "The Liar" (Soto, Reflex) - 2:09
16. "Peasant Song" (Reflex, F. Agnew) - 2:42

## Musiker
- Tony Reflex - sång
- Frank Agnew - gitarr
- Steve Soto - bas
- John O'Donovan - gitarr (låt 1-8)
- Peter Pan (Greg Williams) - trummor (låt 1-8)
- Rikk Agnew - gitarr (låt 9-13, 15 och 16)
- Casey Royer - trummor (låt 9-16)